# Партизани (село)
Партизани (болг. Партизани) — село в Болгарии. Находится в Варненской области, входит в общину Дылгопол. Население составляет 1 077 человек.

## Политическая ситуация
В местном кметстве Партизани, в состав которого входит Партизани, должность кмета (старосты) исполняет Ведат Сабри Хасан (Движение за права и свободы (ДПС)) по результатам выборов правления кметства.
Кмет (мэр) общины Дылгопол — Светлё Христов Якимов (Движение за права и свободы (ДПС)) по результатам выборов в правление общины.